# Niech cię odleci mara
Niech cię odleci mara – polski film psychologiczny z 1982 roku w reżyserii Andrzeja Barańskiego. Pierwowzorem scenariusza do filmu było opowiadanie pod tym samym tytułem autorstwa Waldemara Siemińskiego.

## Opis fabuły
Sklepikarz Józef Piasecki wchodzi w rok 1950. Jak każdy, wchodzi w niego z nowymi nadziejami - jednak dla niego ten rok zaczyna się okropnie. Interes, którego jest właścicielem, zaczyna się chwiać, a wraz z nim chwieje się jego właściciel - na duchu. Jego syn zaczyna tymczasem sprawiać coraz więcej problemów.

## Obsada aktorska[1]
- Marek Probosz (Witek)
- Anna Ciepielewska (matka Witka)
- Bronisław Pawlik (Józef Piasecki, ojciec Witka)
- Aleksander Fogiel (ksiądz)
- Wiesław Gołas (Zalewski)
- Emilian Kamiński (Romuś)
- Jan Mayzel (kamasznik)
- Zofia Merle (żona kamasznika)
- Bolesław Płotnicki (Stefan Burza)
- Barbara Rachwalska (matka Romusia)
- Włodzimierz Skoczylas (Kulanowski, prezes banku)
- Franciszek Trzeciak (przewodniczący)
- Ewa Zdzieszyńska (akuszerka)
- Zbigniew Buczkowski (kierowca Talaga)
- Jerzy Cnota (Ujma)
- Witold Dederko (Lubis)
- Henryk Hunko (kościelny)
- Ryszard Kotys (magazynier hurtowni)
- Anna Podobińska (dziewczyna Talagi)
- Ewa Ziętek (kontrolerka)